# Kyriakos Amiridis
Kyriakos Amiridis (en griego: Κυριάκος Αμοιρίδης; 30 de septiembre de 1957-26 de diciembre de 2016) fue un diplomático griego que se desempeñó como embajador ante Libia y Brasil. El 28 de diciembre de 2016 se reportó su desaparición, encontrándose su cadáver al día siguiente en las cercanías de Río de Janeiro.

## Carrera
Amiridis comenzó a trabajar para el Ministerio de Asuntos Exteriores griego en Atenas en 1985 y fue transferido al Ministerio de Macedonia y Tracia en Tesalónica. Su primera posición extranjera fue en la Embajada de Grecia en Belgrado, Yugoslavia, en 1988.
En 1993, Amiridis comenzó a trabajar en Bruselas en la Representación Permanente de Grecia ante la Unión Europea. Regresó asu país en 1997 para trabajar en el Departamento de Asuntos Exteriores Europeo en el Ministerio de Asuntos Exteriores en Atenas.
En 2000, Amiridis se trasladó a Brasil para servir como Cónsul General en el Consulado Honorario de Grecia en Río de Janeiro. Tres años más tarde, fue nombrado Cónsul General en el Consulado General de Grecia en Róterdam, Países Bajos.
Después de regresar a Atenas en 2008, en 2012 fue nombrado Embajador en Libia. En 2016 fue nombrado para el mismo cargo en Brasil, presentando sus cartas credenciales ante Michel Temer el 25 de mayo del mismo año.

## Vida personal
En 2004 se casó con Françoise de Sousa Oliveira, de nacionalidad brasileña, con quien tuvo una hija.

## Asesinato
Amiridis fue reportado desaparecido mientras estaba de vacaciones en Río de Janeiro a finales de diciembre de 2016. Se supo sobre él por última vez en la noche del 26 de diciembre cuando envió un mensaje desde su teléfono. Su esposa Françoise informó de su desaparición dos días después y afirmó que no había podido contactarlo.
El 29 de diciembre, la policía brasileña dijo que un equipo de homicidios había iniciado una investigación sobre la desaparición del embajador. Horas más tarde, un cadáver fue encontrado en un auto quemado debajo de un paso superior de la carretera Arco Metropolitano de Río de Janeiro cerca de Nova Iguaçu. El vehículo había sido alquilado por Amiridis y los restos fueron identificados como el embajador.
El 30 de diciembre, la Justicia brasileña calificó el acto de «crimen pasional» y la esposa de Amiridis, Françoise, y otras dos personas fueron detenidas al ser relacionadas con asesinato del embajador. Se cree que una de las personas detenidas, el oficial de policía militar Sérgio Moreira, tuvo una relación amorosa con la viuda y confesó el asesinato. Los papeles de la viuda y el segundo hombre todavía no están claros. La policía cree que Amiridis fue asesinado en un apartamento en Nova Iguaçu donde la pareja y los padres de la ella se quedaban para las vacaciones de Navidad. Se encontraron manchas de sangre en un sofá en el apartamento.